# Danilo (ur. 1999)
Danilo Pereira da Silva (ur. 7 kwietnia 1999 w São Paulo) – brazylijski piłkarz występujący na pozycji napastnika w holenderskim klubie Feyenoord. Wychowanek Corinthians, w trakcie swojej kariery grał także w FC Twente. Młodzieżowy reprezentant Brazylii.